# Giovanni Antonio da Brescia
Giovanni Antonio da Brescia (Brescia, 1460 circa – Roma, 1525 circa) è stato un incisore italiano del Rinascimento. La sua opera include quasi 150 pezzi da quando quelli di Zoan Andrea sono attribuiti a lui, i due artisti sono la stessa persona.
Iniziò la sua carriera con Andrea Mantegna a Mantova, trasferendosi poi a Roma dove ebbe una certa influenza, tra le altre, su Marcantonio Raimondi.

## Biografia

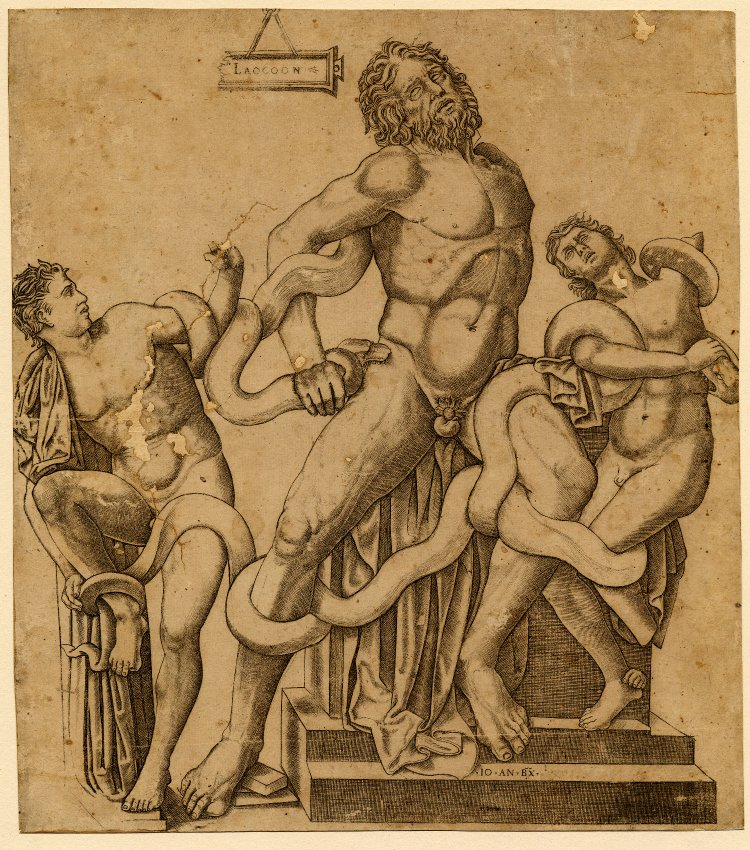
Il Laocoonte in una delle sue prime rappresentazioni (dopo il 1506, firmata, British Museum).

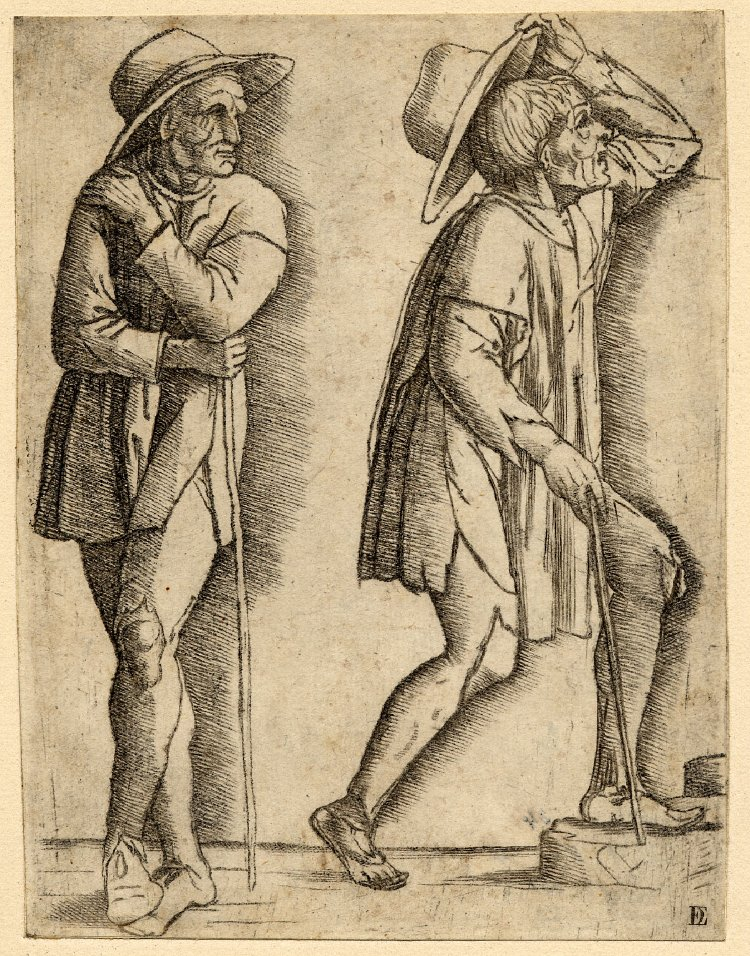
Due contadini, prima del 1506 (monogramma in basso a sinistra).

Nato in una data sconosciuta, Giovanni Antonio potrebbe essere originario di Brescia, anche se nessun documento amministrativo lo attesta, a parte la sua firma, che, a metà della sua carriera, era scritta in tre forme: Io. An. Bx., Io. An. Brixia.s  "o"  Io. Anton. Brixiano, Brixiano che significa "da Brescia". In precedenza firmava con le iniziali “Z” e “A”, componendo un monogramma , e che era stato tradotto come Zoan Andrea, e assimilato ad un altro artista, per almeno venti incisioni. Tuttavia, "Zoan (o Zovanni)" è Giovanni in dialetto veneziano. Le due opere oggi ne fanno una sola.
La traccia delle sue prime opere risale al 1490, quando si trova a Mantova, collaboratore o semplice fornitore della bottega di Andrea Mantegna; il maestro era esigente e, come per Gian Marco Cavalli assunto verso i trent'anni, si presume che anche Giovanni Andrea avesse raggiunto una certa maturità. Utilizza molti motivi del maestro nell'incisione tra cui Ercole e Anteo, La discesa in arti, L'allegoria del vizio e della virtù, Le quattro Muse danzanti e I Trionfi di Cesare.
È provato che si stabilì poi a Roma, tra il 1506 e il 1513: le sue ultime opere incise testimoniano infatti modelli visibili solo in questa città, come il famoso marmo noto come Laocoonte, uscito dalla terra nel 1506, e che fu il primo a riprodurre, prima dell'aggiunta di alcune parti mancanti, effettuata nel 1523. Ebbe una certa influenza su Bartolomeo Montagna e suo figlio Benedetto Montagna, operanti a Vicenza, e su Marcantonio Raimondi, arrivato a Roma nel 1510.
Si ritiene inoltre che sia andato a Firenze, per copiare composizioni di Filippino Lippi.
Le sue ultime incisioni traducono tele dipinte intorno al 1519-1520, si presume che sia scomparso dopo questa data. Alcuni stimano che sia il 1525 come data della sua ultima produzione.

## Incisioni
Giovanni Antonio incise essenzialmente figure che occupano l'intero spazio della composizione, lasciando poco spazio agli sfondi paesaggistici, a differenza di un pioniere come Albrecht Dürer, da cui copiò quattro composizioni dopo il 1507. Sono presenti anche ornamenti, probabilmente destinati a commissioni di arti applicate. La sua tecnica di incisione su rame è il bulino e la punta secca.